# Einar Rasmussen
Einar Rasmussen, född den 16 juli 1956 i Oslo, Norge, är en norsk kanotist.
Han tog bland annat VM-guld i K-1 10000 meter i samband med sprintvärldsmästerskapen i kanotsport 1983 i Tammerfors.